# Vera&John
Vera&John är ett Internetkasino med säte på Malta som vänder sig till den svenska spelmarknaden. Vera&John drivs av Dumarca Gaming Ltd vars moderbolag Dumarca Holdings PLC sedan 2015 ägs av kanadensiska Intertain Group Ltd som är börsnoterat på Torontobörsen. Vera&John är licensierat av Malta Gaming Authority med licensnummer MGA/CL1/552/2009.
Vera&John grundades av Jörgen Nordlund och Dan Andersson, tidigare kända för att ha byggt upp Maria Bingo och sålt till Unibet för drygt 700 miljoner kronor år 2007.

## Kort historia
- 2010 - Verajohn.com lanseras på Malta och vänder sig främst till den skandinaviska spelmarknaden med spel från Betsoft, Microgaming och Nyx.
- 2011 - Net Entertainment-spel tillagda.
- 2014 - Spel från Yggdrasil Gaming blir tillgängliga på Vera&John.[5][6]
- 2014 - Vera&John siktar på att listas på Stockholmsbörsen.[7]
- 2014 - Vera&John påstår sig vara det första licensierade Internetcasinot som tar Bitcoin som betalmetod, bara för att 3 månader senare avbryta försöket.[8][9]
- 2015 - Vera&John köps av Intertain Group Ltd för 800 miljoner.[10]
- 2025 - Glitnor Services Limited återlanserar Vera&John för den svenska marknaden, med ett flerårigt licensavtal och svensk spellicens.